# Standfussia vorbrodtella
Standfussia vorbrodtella är en fjärilsart som beskrevs av Eugen Wehrli 1920. Standfussia vorbrodtella ingår i släktet Standfussia och familjen säckspinnare. Inga underarter finns listade i Catalogue of Life.